# 安氏长舌果蝠
安氏长舌果蝠（学名：Macroglossus sobrinus），一种分布于印度东部、东南亚及中国云南省西双版纳等地区的蝙蝠，隶属于狐蝠科小长舌果蝠属。本种曾认为是小长舌果蝠（Macroglossus minimus）的一个亚种，之后学者根据形态特征认为本种应是独立种。

## 形态特征
安氏长舌果蝠属于一种小型果蝠，前臂长47.3～51.01毫米。头小而细，吻较长。上体暗褐棕色，下体颜色较浅，以棕色为主，耳和翼膜黑棕色。

## 保护
本种于2023年被收录入《有重要生态、科学、社会价值的陆生野生动物名录》。